# Curra (La Vega)
Curra (llamada oficialmente San Miguel de Curra) es una parroquia y un lugar del municipio español de La Vega, en la provincia de Orense, Galicia.

## Organización territorial
La parroquia está formada por una entidad de población:
- Curra

## Demografía
Gráfica demográfica del lugar y parroquia de Curra según el INE español:
| Gráfica de evolución demográfica de Curra entre 2000 y 2023 |
|                                                             |
| Datos según el nomenclátor publicado por el INE.            |